# Ivan Müller

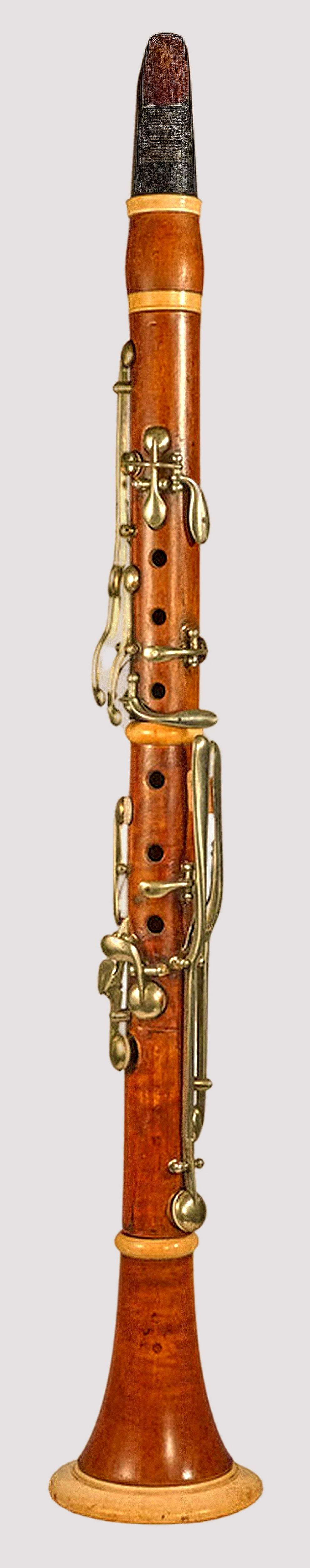
Iwan-Müller-clarinete

Grabado de Ivan Müller de la década de 1840

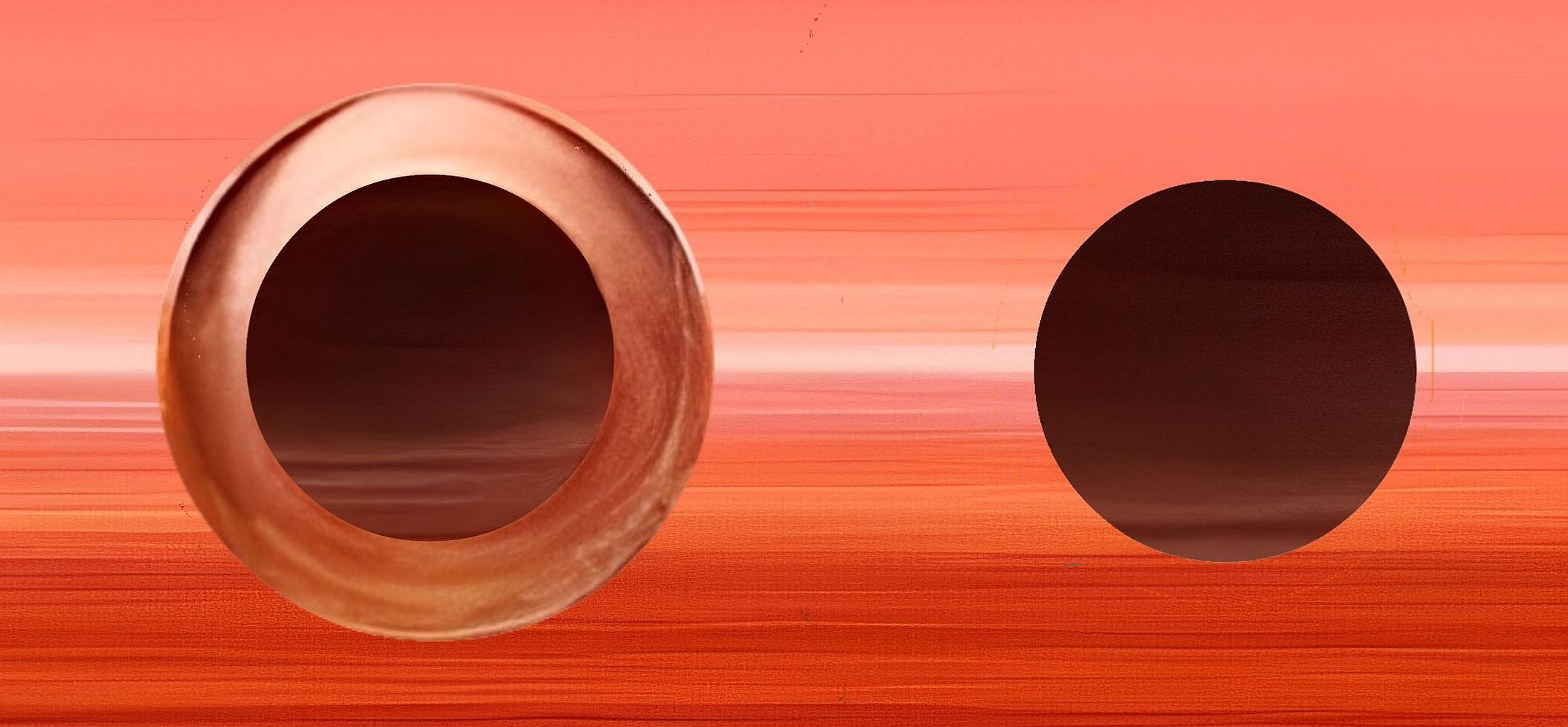
Comparación entre el agujero de arcilla cónico y el agujero de arcilla simple

Ivan Müller (Reval, Estonia, 3 de diciembre de 1786 - Bückeburg, Baja Sajonia, Alemania, 4 de febrero de 1854) (a veces Iwan Mueller) fue un clarinetista, compositor e inventor, que a comienzos del siglo XIX fue el responsable de importantes avances en el desarrollo del clarinete.

## Biografía
Müller nació en Reval (la actual Tallin), a la edad de 20 años consiguió un trabajo como músico de cámara en San Petersburgo. Durante esa época comenzó a trabajar en nuevos tipos de zapatillas para el clarinete. Hasta ese momento las zapatillas de clarinete eran planas placas de cobre recubiertas de cuero. Este tipo de zapatillas tenían una efectividad muy pobre, con continuas pérdidas de aire, lo que impedía que el número de llaves (y por lo tanto de zapatillas) fuese muy elevado en el clarinete. Hasta ese momento, a los clarinetes se les hacía muy difícil interpretar partituras con muchas alteraciones, puesto que para suplir la falta de llaves para hacer una escala cromática o tocar con armaduras de muchos sostenidos o bemoles, había que recurrir a posiciones de horquilla con un timbre muy distinto al del resto del instrumento y siendo muy poco ágil, lo que obligaba a los clarinetistas a usar cuatro, cinco o incluso seis clarinetes distintos para poder tocar en las tonalidades requeridas. El nuevo sistema de zapatillas ideado por Müller, consistía en llaves con cazoletas donde asentar mejor la zapatilla, esta vez “tridimensional”, no plana, de piel rellena de lana, y además le dio a los agujeros la forma cónica actual, hendidos en el cuerpo del clarinete. 
En 1809 se trasladó a París donde, gracias al apoyo económico de un benefactor (Marie Pier Petit), comenzó la construcción de un clarinete que gracias a los beneficios de su nuevo sistema de cierre de sus zapatillas, podía incrementar el número de llaves, construyendo su famosísimo clarinete “omnitónico” de 13 llaves.
En 1812, Müller presentó su nuevo clarinete de 13 llaves con zapatillas herméticas al Conservatorio de París (a una comisión conservadora de expertos entre los que estaban Lefèvre, Méhul i Gossec), pero no los impresionó y su nuevo instrumento no fue adoptado por esta institución. Estos basaron su rechazo en su creencia de que debían existir clarinetes de distintos tamaños y afinados a distintas alturas, ya que cada uno de estos tenía un carácter, un sonido y una personalidad distinta, y estos valores debían conservarse. Sin embargo Müller nunca perdió la fe en su instrumento, y continuó interpretando con él y dándolo a conocer por toda Europa, y dado sus beneficios, acabó haciéndose popular y convirtiéndose en el nuevo estándar de clarinete durante gran parte del siglo XIX.
En 1820, Müller dejó París, vivió y trabajó durante algún tiempo en Rusia, y más tarde en Kassel, Berlín, Suiza, Londres, y al final de su vida fue músico de la corte en Bückeburg (Alemania).

## Otros Avances Importantes
Otros importantes avances en el clarinete aportados por Müller serán:
- La invención de la abrazadera de metal. Hasta entonces, las cañas se unían a la boquilla mediante hilo (tal y como hoy en día aún hacen clarinetistas alemanes y austriacos)

- Desarrollo del Clarinete alto en FA

- Cambia la colocación de la boquilla, tocándose desde ese momento con la caña en la parte inferior de la boquilla.

## Composiciones
Como compositor, además de libros de estudios para el clarinete, es autor de varias obras como:
- Sinfonía concertante para dos clarinetes
- Tres cuartetos de clarinete en La Mayor
- 6 conciertos para flauta
- Varias obras para clarinete y piano